# Kokča
Kokča je řeka na severovýchodě Afghánistánu (Badachšán, Tachár). Je 360 km dlouhá od pramene zdrojnice Mundžan.

## Průběh toku
Protéká převážně soutěskami na severních svazích Hindúkuše. Ústí zleva do řeky Pjandž.

## Vodní režim
Průměrný průtok vody činí přibližně 180 m³/s. Nejvyšších vodních stavů dosahuje na jaře a v létě.

## Využití
Využívá se na zavlažování. V údolí řeky se nachází město Fajzábád.